# Георги Пачеджиев
Георги Пачеджиев – Чугуна е български футболист и треньор по футбол.

## Биография
Роден е на 1 март 1916 г. в София. По бащина линия е потомък на български бежанци от село Бонче, Прилепско, тогава в Османската империя.
Бърз, техничен и изключително жилав и издръжлив, заради което е известен с прякора „Чугуна“.

### Състезателна кариера
Играе на пост нападател в Спортклуб (София) от 1932 до 1936 г. и през 1935 г. срава шампион на България в състава на "моравите". От 1937 до 1944 г. е играч на АС`23, като през сезон 1938/39 става голмайстор на Националната футболна дивизия с 15 гола в 15 мача. През сезон 1939/40 записва 18 срещи и вкарва 8 гола в тях. В Столичното първенство изиграва 47 мача и вкарва 20 гола. От 1944 до 1946 г. играе за Чавдар, а след това в Левски от 1947 до 1949 г. и Славия (тогава Строител) от 1950 до 1953 г. За „белите“ след 1950 г. играе малко, защото тогава получава тежка контузия.
Шампион на България е през 1935 със Спортклуб и през 1947 и 1949 г. с Левски, носител на купата през 1941 с АС`23, през 1949 с Левски и през 1952 г. със Славия, вицешампион през 1948 с Левски и през 1950 г. със Славия. Голмайстор през 1939 г. с 15 гола за АС`23. 
За българския национален отбор дебютира на 20 октомври 1935 г. срещу Германия (2:4). На 7 ноември 1937 година България печели първата си точка в квалификации за Световно първенство по футбол като завършва наравно със световния вицешампион Чехословакия на наш терен – 1:1, а автор на гола за България е Георги Пачеджиев. Има 10 мача и 2 гола за А националния отбор и 2 мача за Б националния отбор в периода 1935 – 1950 г. За Левски има 37 шампионатни мача с 13 гола, 9 мача и 4 гола за купата на страната, 12 международни срещи с 2 гола.

### Треньорска кариера
От 1956 до 1959 г. е треньор на „Левски“, с който е носител на купата през 1956, 1957 и 1959 г., на Николай Лъсков и на Черноморец от 1966 до 1968 г. Има 21 мача начело на националния отбор. Заедно с Кръстьо Чакъров извеждат България за първи път на финали на Световно първенство по футбол през 1962 г. в Чили. Има и 4 мача начело на Б националния отбор. Треньор на кипърския Омония – шампион през 1966 г. Заслужил майстор на спорта от 1961 г. и Заслужил треньор от 1980 г. Един от авторитетите в треньорската професия в България.

## Успехи

### Отборни
Спортклуб (София)
- Държавно първенство (1): 1935

Левски (София)
- Републиканско първенство (2): 1947, 1949
- Купа на България (2): 1947, 1949

АС`23
- Купа на България (1): 1941

Строител
- Купа на България (1): 1952

### Индивидуални
- Голмайстор на Националната футболна дивизия (1): 1939 (15 гола)